# 宮地良彦
宮地 良彦（みやち よしひこ、1925年1月12日 - 2023年10月17日）は日本の物理学者。

## 人物・来歴
静岡県浜松市出身。旧制第八高等学校を経て、1948年京都帝国大学物理学科卒業。1949年広島大学理論物理学研究所助手、1961年信州大学文理学部助教授、1966年理学部教授、1972年理学部長、1990年退官。同年放送大学客員教授、1991年信州大学学長を歴任。2000年勲二等旭日重光章受章。
その他、2001年から2003年まで長野県の治水・利水ダム等検討委員会委員長を務めた。
2023年10月17日午前10時35分、肺がんのため松本市の病院で死去。98歳没。死没日付をもって正四位に叙された。

## 著作
句集を出版している。
- 『句集 渤海の使者』（角川書店、2011年）ISBN 978-4046523815

## 参照
- 「信州大・宮地良彦 夢とロマンを求めて」中日新聞長野版 1995年2月27日
- 「信大理学部長に選ばれた宮地良彦さん」信濃毎日新聞 1988年3月16日